# White X'mas
『White X'mas』是日本男性偶像團體KAT-TUN的第8張單曲作品。

## 概要
- KAT-TUN的第8張單曲「White X'mas」是單曲作品中首次嘗試抒情曲風的情歌。
- 在戀人們的季節裡添戲劇色彩，滿載著悲傷、苦悶、及虛幻中迎向明天的預兆，仿若優質電影般的樂曲。
- 初回限定版中的DVD是「White X'mas」的Video Cilp並收錄Making。同時預定會附贈團員最新的照片"Premium Booklet"。
- 期間限定盤另會收錄Original卡拉OK。共計2首歌。
- 發行僅一週後、日本公信榜2008年單曲即已經結算，獲得單曲榜年終排行榜第24名。也是KAT-TUN連續8張超過25萬的冠軍單曲。

## 收錄曲

### 初回限定盤
- CD

1. White X'mas
  - 作詞：ECO　
  - 作曲：NAO
  - 編曲：NAO、ha-j

- DVD

「White X'mas」 Video・Clip＋Making

### 期間限定盤
- CD

1. White X'mas
  - 作詞：ECO　
  - 作曲：NAO
  - 編曲：NAO、ha-j
2. White X'mas（Original卡拉OK）